# ガレシュニツァ
ガレシュニツァ（クロアチア語: Garešnica）はクロアチア、ビェロヴァル＝ビロゴラ郡の都市及び基礎自治体である。2001年の国勢調査による人口は11,630人でそのうち82%はクロアチア人が占める。ガレシュニツァは中央クロアチア地方に位置するモスラヴァチュカ・ゴラ（Moslavačka gora）の麓にあり、クティナの北東17kmの場所に位置する。最初にガレシュニツァが言及されたのは1527年である。教区教会である聖母訪問教会が建てられたのは1752年で、現在でも多くの資料が残されている。

## ゆかりの人物
- ダルコ・クラリ - パラリンピック選手
- イーヴォ・ロビッチ - 歌手・ソングライター